# 城市美化运动

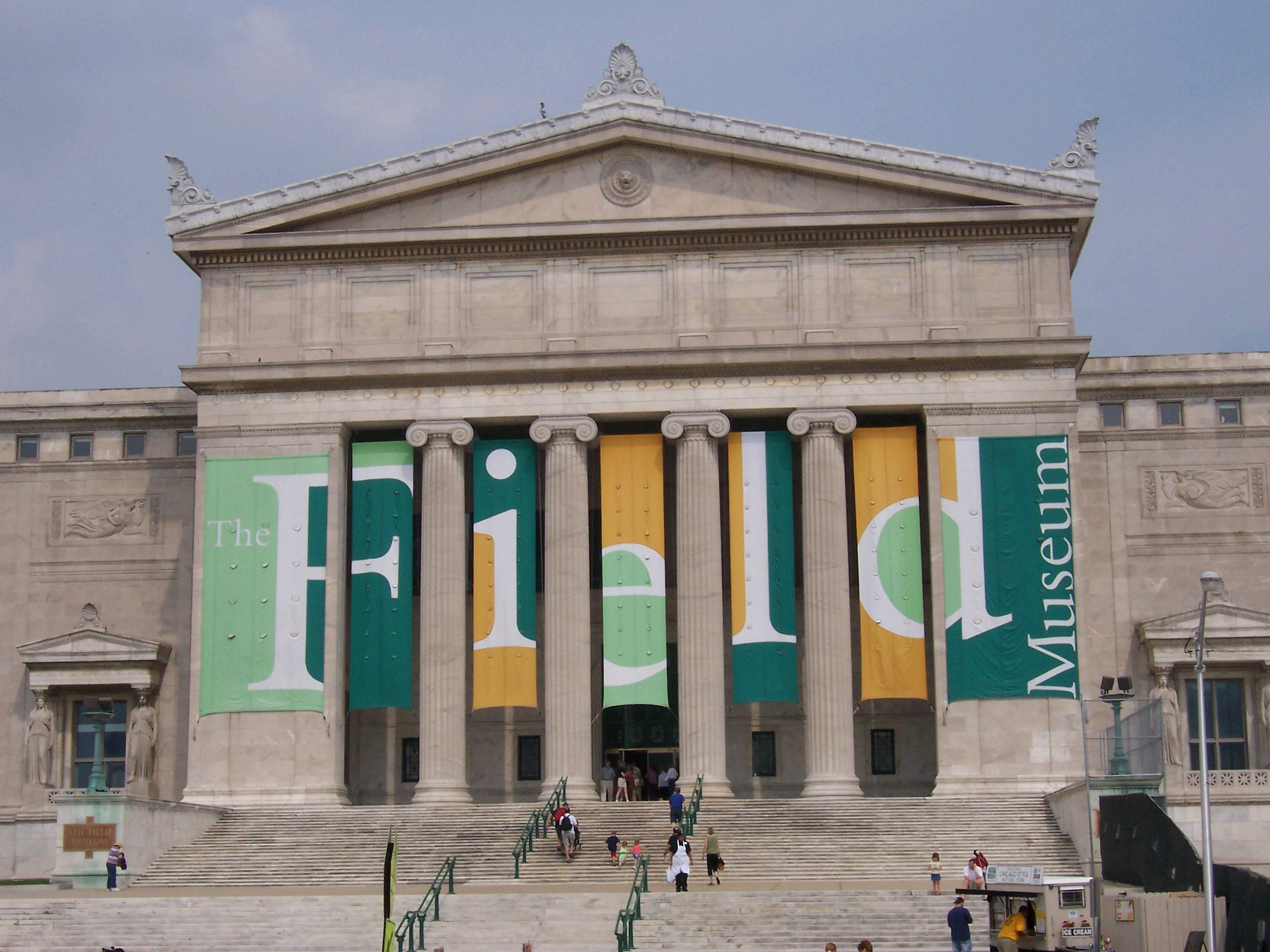
芝加哥的菲尔德自然史博物馆

城市美化运动（City Beautiful Movement）是1890年代和1900年代在北美洲达到繁荣的建筑和城市规划领域的进步主义改革运动，意图在城市进行美化，兴建宏伟的纪念碑式建筑。这一运动最初主要涉及芝加哥、底特律和华盛顿哥伦比亚特区，旨在在城市居民中建立公民道德的共同利益，运动的支持者认为这样的美化可以促进和谐的社会秩序，提高生活品質，有助于消除社会弊病。

## 历史

### 起源和影响
这一运动出现在美国大城市，是对由于高出生率，和农村居民迁入城市，而产生的拥挤居住区的反应。这一运动的繁荣期只有几十年，但是除了留下了古典主义的宏伟建筑之外，还对整个20世纪的城市规划产生了巨大影响，特别后来在美国出现的公共房屋。英国的花园城市运动影响了当时伦敦一些较新的郊区规划，跨越两种审美观，一个是基于正式的花园规划，另一个是巴洛克城市规划，其半独立别墅具有更多的乡村氛围。 

### 建筑理念
这一运动特殊的建筑风格借鉴了当时的学院派建筑（Beaux-Arts），强调秩序，庄严，和谐。这一运动还借鉴了古典主义建筑纪念碑式的规划，但城市美化运动不同于真正的新古典主义建筑风格，只是部分采用古典主义观念，混合了美术学院派元素，创造出统一，和谐的风格。

### 芝加哥哥伦布纪念博览会
第一次大范围的城市美化，是1893年芝加哥哥伦布纪念博览会